# Табакат аль-умам
«Табака́т аль-у́мам» (араб. طبقات الأمم‎ — «разряды народов») — книга XI века Саида аль-Андалуси, единственная сохранившаяся его работа. Представляет собой категоризированную по народам научную историю Средневековья и Античности.
Книга была особенно популярна среди андалузских учёных, которые часто читали её коллегам с востока Халифата при путешествиях.

## Содержание
Автор делит народы мира на две категории — тех, кто занимается наукой и делает вклад в её развитие, кого можно назвать развитыми, и тех, кто науками не занимается. Первые, как он полагал, получили особое благословение Бога и его особую благосклонность, к этой категории он относит арабов (включая андалузцев), халдеев, персов, греков, римлян, коптов, индийцев и евреев. Ко второй категории он отнёс такие народы как китайцы, тюрки, африканцы, франки, славяне и русы. Их отсталость в науках автор объясняет, в том числе, географическими и климатическими факторами. Он ссылается на экстремальный холод в регионах проживания славян и скандинавов и экстремальную жару в регионах проживания нубийцев и зинджей. Аль-Андалуси пишет: «Холодный климат сделал нации белыми, тупыми и неразумными, в то время как нации, находящиеся под влиянием жары, оказались смуглыми, глупыми и неграмотными. И даже такие нации, как галисийцы и берберы, которые живут неподалёку от умеренного пояса, жестоки и невежественны».
В своей книге он в подробностях описывает данные восемь наций первой категории, включая биографии учёных и их научные достижения — всестороннюю историю наук цивилизованных народов мира. Автор пишет об индивидуальном вкладе каждой нации в арифметику, астрономию, медицину и другие науки, а также о первых учёных и философах греков — Пифагоре, Сократе, Платоне и Аристотеле — и последующих учёных вплоть до римских и христианских IX и X веков в Багдаде. Вторая половина книги содержит описание исламского вклада в логику, философию, геометрию, развитие птолемеевской астрономии, эмпирических методов, вычислений в тригонометрии и математике для определения продолжительности года, эксцентриситета орбиты Солнца, построение астрономических таблиц и т. д.
В книге Саид аль-Андалуси дает географически детерминистское объяснение физическим и психологическим характеристикам «языческих северян»: «поскольку солнечные лучи не падают прямо на их головы, климат у них холодный, а атмосфера пасмурная. Таким образом, темперамент их стал холодным, а гумор грубым, в то время как их тела стали крупнее, цвет их лица бледный, а волосы длинные».

## Издания и переводы
Книга была переписана и переведена на множество языков во многие периоды и культуры. Оригинал не сохранился, а неточности в переводах создают проблемы для историков, в том числе вариации в названии книги. Расхождения в содержании изданий проявляются в том, что в некоторых версиях отсутствуют слова, предложения, абзацы или целые разделы. Некоторые упущения или вариации могли возникнуть из-за ошибки переписчика или трудностей прямого перевода, тогда как другие возникли, возможно, намеренно, из-за политических, религиозных или националистических чувств переводчиков. Несколько изданий вышло в арабских странах и в Европе.

## Оценки
Основатель современной истории науки Джордж Сартон утверждал, что данная книга представляет значительный интерес, поскольку «в ней уделяется особое внимание истории науки».